# Cidahu (Kuningan)
Cidahu is een bestuurslaag in het regentschap Kuningan van de provincie West-Java, Indonesië. Cidahu telt 3033 inwoners (volkstelling 2010).